# Pristak
Ett pristak är en statligt påbjuden gräns för priset för en produkt. Myndigheter inför pristak med avsikten att skydda konsumenter från tillstånd där nödvändiga varor eller tjänster annars blir ouppnåeliga. Dock kan pristak skapa problem om de påbjuds under en längre tid utan kontrollerad ransonering. Pristak kan skapa negativa resultat när den bättre lösningen hade varit att öka tillgången. Missbruk kan uppstå när en regering missbedömer ett pris som alltför högt när det riktiga problemet är att tillgången är för låg. I en oreglerad marknad finns inga pristak.

## Kritik

Prissättning, kvantitet och välfärdseffekter av ett bindande pristak

Det finns en omfattande mängd forskning som visar att pristak under vissa omständigheter paradoxalt nog kan leda till högre priser. Den främsta förklaringen är att pristak tjänar till att koordinera samverkan mellan leverantörer som annars skulle konkurrera om pris. Mer exakt blir företag som bildar en kartell lönsamma genom att göra det möjligt för nominellt konkurrerande företag att agera som ett monopol, begränsa kvantiteter och höja priserna. Att bilda en kartell är dock svårt eftersom det är nödvändigt att komma överens om kvantiteter och priser, och eftersom varje företag har ett incitament att "fuska" genom att sänka priserna för att sälja mer än man kommit överens om. Kartelllagar försvårar samverkan ännu på grund av rättsliga sanktioner. Att låta en tredje part, såsom en tillsynsmyndighet, tillkännage och upprätthålla en maximal prisnivå kan göra det lättare för företagen att komma överens om ett pris och att övervaka prissättningen. Det reglerande priset kan ses som en fokuspunkt, vilket är naturligt för båda parter att ta ut.
En forskningsartikel som dokumenterar fenomenet är Knittel och Stangel, som fann att i USA på 1980-talet hade stater som fastställde ett räntetak på 18 procent företag som tog ut en ränta som bara låg strax under taket. Stater utan räntetak hade betydligt lägre räntor. Författarna fann ingen skillnad i kostnader som skulle kunna förklara resultatet.

## Exempel

### Hyresreglering

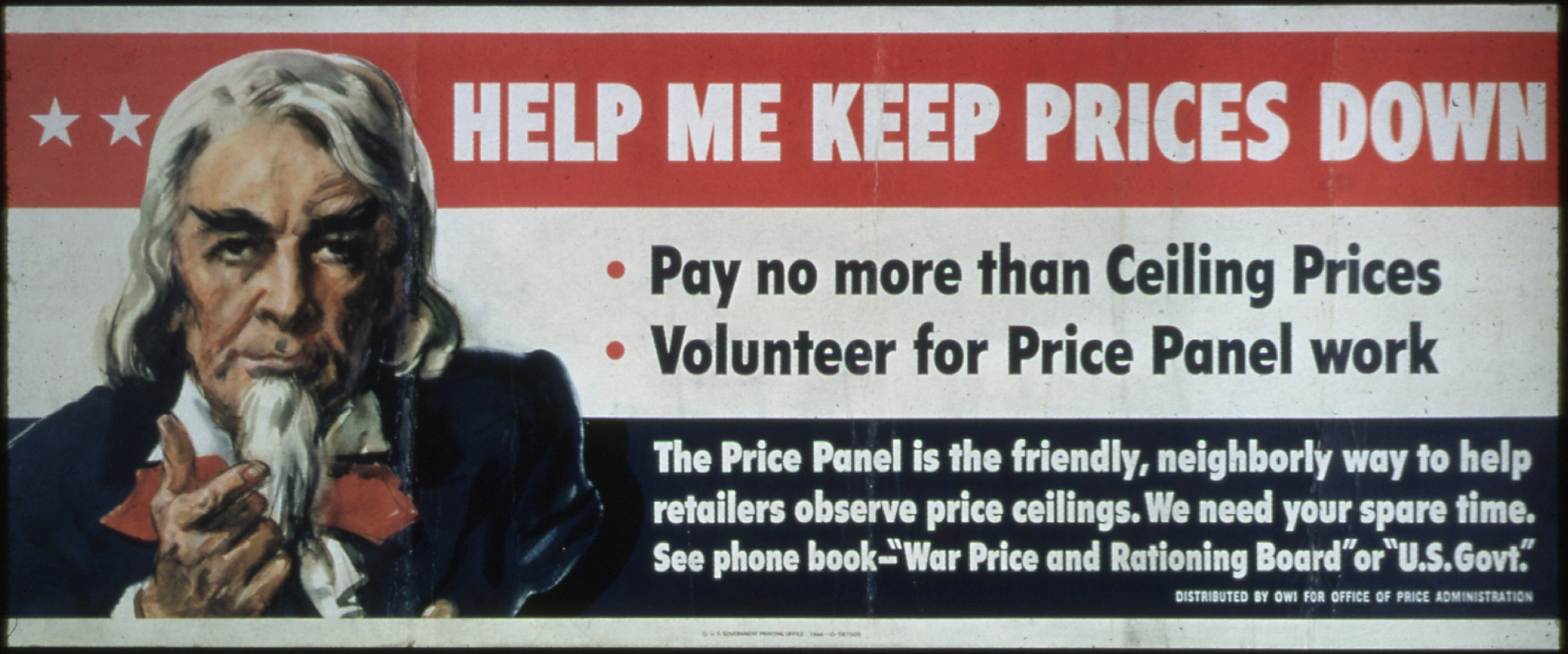
"Betala inte mer än takpriset", amerikansk affisch under andra världskriget

Hyresreglering infördes i USA på 1940-talet av dåvarande president Franklin D. Roosevelt och hans nybildade Office of Price Administration. Kontoret införde pristak på ett brett spektrum av varor, inklusive hyresreglering som gjorde det möjligt för återvändande veteraner från andra världskriget och deras familjer att ha råd med bostäder. I enlighet med ekonomiska modellers förutsägelser minskade denna politik utbudet av uthyrningsbara bostäder tillgängliga för veteraner. Samtidigt ökade både ägandet av bostäder och antalet bostäder till salu. Detta resultat skulle kunna förklaras av att markägare omvandlar sina uthyrningsbara fastigheter till säljbara fastigheter, på grund av hyresmarknadernas ekonomiska ohållbarhet och att markägaren saknar incitament att förstöra sin fastighet eller lämna den tom.

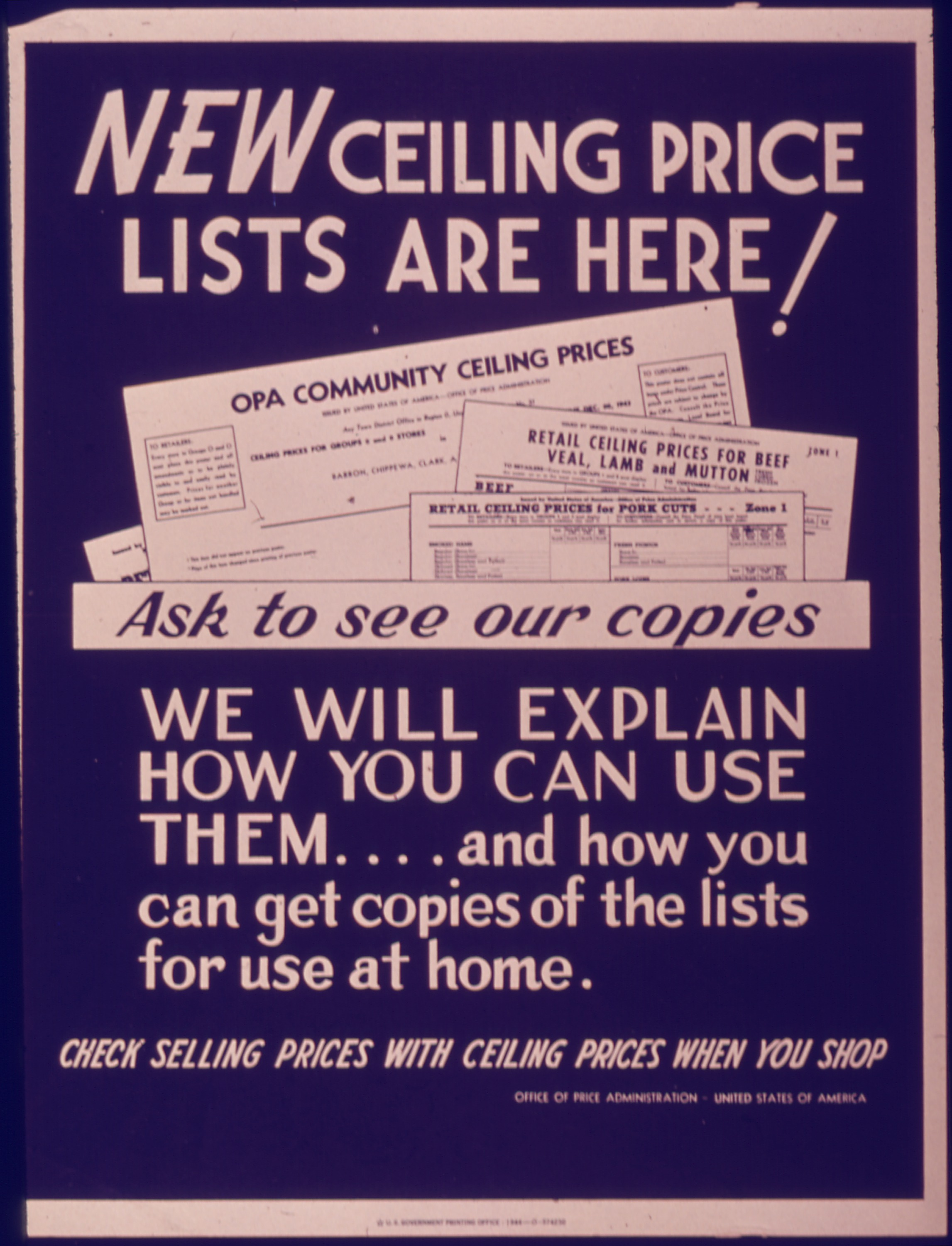
"Nya takprislistor är här", US Office of Price Administration under andra världskriget

### Hyresreglering i Finland
Enligt professorerna Niko Määttänen och Ari Hyytinen är pristaken på Helsinki City Hitas lägenheter mycket ineffektiva ekonomiskt. De orsakar köbildning och diskriminerar funktionshindrade, ensamstående föräldrar, äldre och andra som inte kan köa i flera dagar. De orsakar ineffektiv allokering, eftersom lägenheter inte köps av dem som är villiga att betala mest för dem. Dessutom är de som skaffar en lägenhet ovilliga att lämna den, inte ens när deras familje- eller arbetssituation förändras, eftersom de kanske inte säljer den till vad de anser att marknadspriset borde vara. Ineffektiviteten ökar bristen på lägenheter och höjer marknadspriset på andra lägenheter.

### "Coulter-lagen" i australisk fotboll
Enhetliga lönetak infördes i australisk fotboll för att hantera ojämn konkurrens om spelare. I Victorian Football League (VFL) följde en minskande konkurrensbalans efter en expansion 1925 som hade påverkat klubbar som Footscray, Hawthorn och North Melbourne. Effekterna på ekonomiskt svagare klubbar förvärrades 1929 av början av den stora depressionen. År 1930 fastställdes ett nytt taksystem, formulerat av VFL-administratören George Coulter, att enskilda spelare skulle få betalt högst 3 australiska pund (cirka 243 australiska dollar år 2017) för en vanlig hemma- och bortamatch, att de också skulle få betalt om de skadades, att de fick få betalt högst 12 australiska pund (cirka 975 australiska dollar år 2017) för en finalmatch och att lönerna inte fick utökas med andra bonusar eller engångsutbetalningar. "Coulter-lagen", som den blev känd, förblev ett strikt bindande pristak genom sin historia.
Under sina tidiga år påverkade Coulter-lagen negativt endast en minoritet av spelarna, såsom stjärnor och spelare i rikare klubbar. Dessa individer upplevde i praktiken en drastisk lönesänkning. Till exempel, från 1931 sjönk maxlönen på £3 per match under den lagstadgade minimilönen. Medan spelare i de mer framgångsrika klubbarna på den tiden, som Richmond, tidigare hade betalat betydligt högre genomsnittslöner, kunde klubbar som hade ekonomiska problem ofta inte uppfylla taket enligt Coulter-lagen. Klubbar med en långvarig amatöretos blev betydligt mer konkurrenskraftiga enligt Coulter-lagen, såsom Melbourne, som länge hade lockat och behållit spelare genom indirekta eller icke-ekonomiska incitament (som att hitta spelare som inte är relaterade till fotboll). Coulter-lagen ledde till att minst en VFL-stjärna på 1930-talet, Ron Todd, flyttade till rivalen VFA, eftersom han var missnöjd med den maximala lönen han kunde få på Collingwood.
Till följd av andra världskriget halverades lönen för en vanlig match (till 1 pund och 10 shilling) för säsongerna 1942–45. Efter kriget ändrades taken flera gånger i takt med inflationen. Under 1950-talet anklagades "Coulter-lagen" också för att ha förkortat karriärerna för stjärnspelare som John Coleman och Brian Gleeson, eftersom de och deras klubbar inte kunde betala för den privata operation som spelarna krävde för att fortsätta sina karriärer. Coulter-lagen avskaffades 1968. 1987 infördes dock ett lönetak på klubbnivå av VFL och har behållits av dess efterträdare, Australian Football League (AFL).

### Hemförsäkring
I februari Den 4 augusti 2009 stod det i en artikel på Wall Street Journal : "Förra månaden drog State Farm ur kontakten för sina 1,2 miljoner husägarförsäkringar i Florida, med hänvisning till statens stränga prisreglering.... State Farms lokala dotterbolag begärde nyligen en höjning med 47 %, men statliga tillsynsmyndigheter vägrade. State Farm säger att de sedan år 2000 har betalat 1,21 dollar i ersättningar och kostnader för varje dollar i mottagen premieinkomst."

### Venezuela
Den 10 januari 2006 rapporterade en BBC-artikel att Venezuelas president Hugo Chávez sedan 2003 hade satt pristak på livsmedel och att pristaken hade orsakat brist och hamstring. En artikel från Associated Press den 22 januari 2008 konstaterade: "Venezuelanska trupper slår ner på smugglingen av livsmedel... Nationalgardet har beslagtagit cirka 750 ton livsmedel.... Hugo Chavez beordrade militären att hindra människor från att smuggla knappa varor som mjölk.... Han har också hotat att beslagta gårdar och mjölkfabriker...." Den 28 februari 2009 beordrade Chávez militären att tillfälligt ta kontroll över alla risbearbetningsanläggningar i landet och tvinga dem att producera med full kapacitet. Han påstod att de hade undvikit att göra det som svar på pristaken.
Den 3 januari 2007 rapporterade en artikel i International Herald Tribune att Chávez pristak orsakade brist på material som används inom byggbranschen. Enligt en artikel från CBS News den 4 april 2008 beordrade Chávez nationaliseringen av cementindustrin, som hade exporterat sina produkter för att få högre priser utanför landet.

### Standardpristak för energi i Storbritannien
Lagen om hushållsgas och elektricitet (tarifftak) från 2018 (kap. 21) införde ett standardpristak för energi i England, Wales och Skottland som en del av Storbritanniens energipolitik för att skydda de 11 miljoner hushåll som har rörliga standardtariffer.

### Socker i Pakistan
Ett annat exempel är en artikel av Sen et al. som fann att bensinpriserna var högre i stater som införde pristak. Ett annat exempel är Pakistans högsta domstols beslut om att fastställa ett takpris för socker på 45 pakistanska rupier per kilogram. Socker försvann från marknaden på grund av en kartell av sockerproducenter och den pakistanska regeringens misslyckande med att upprätthålla tillgången även i de butiker den ägde. Det importerade sockret tog tid för att nå landet, och det kunde säljas till det pris som fastställts av Pakistans högsta domstol. Slutligen begärde regeringen omprövning i Högsta domstolen och fick Högsta domstolens tidigare beslut tillbakadraget. Marknadsjämvikten uppnåddes vid 55 till 60 rupier per kilogram.[källa behövs]